# Ajuntament de Sant Celoni
L'ajuntament de Sant Celoni és un edifici de Sant Celoni (Vallès Oriental) inclòs a l'Inventari del Patrimoni Arquitectònic de Catalunya.

## Descripció
És un edifici civil amb façanes a tres carrers. Compost de planta baixa i dos pisos, el cos central amb coberta a quatre vessants, els cossos laterals, amb una sola planta pis i coberta plana coronada amb una balustrada. Del cos central destaca una torre de planta quadrada de coberta plana emmarcada per un potent ràfec, de la coberta en sobresurt una piràmide de ferro amb les campanes del rellotge. Els elements formals i decoratius són modernistes.

## Història
Aquest edifici es troba a la Plaça Major o Plaça de la Vila. La Plaça Major és l'espai urbà més important del nucli antic de la vila, en aquesta es troben altres edificis representatius de l'arquitectura de finals del segle xix i inicis del segle xx.